# Queensboro Bridge
Queensboro Bridge (også kendt som 59th Street Bridge) er en cantileverbro, der går over East River og forbinder de to New York-bydele Manhattan og Queens. Broen åbnede for offentligheden den 30. marts 1909.
Queensboro Bridge er 1135,08 meter lang og blev opført af civilingeniøren Gustav Lindenthal.